# Liushutun
Die „Gemeinde Liushutun der Mongolen und Manju“ (chinesisch 柳树屯蒙古族满族乡, Pinyin Liǔshùtún Měnggǔzú Mǎnzú Xiāng) ist eine Nationalitätengemeinde im Südwesten des Kreises Kangping der Unterprovinzstadt Shenyang in der nordostchinesischen Provinz Liaoning. Die Gemeinde hat eine Fläche von 100,6 km² und 14.551 Einwohner (Stand: Zensus 2020).

## Administrative Gliederung
Liushutun setzt sich aus neun Dörfern zusammen. Diese sind:
- Dorf Liushutun (柳树屯村), Sitz der Gemeinderegierung;
- Dorf Dalengcun (大冷村);
- Dorf Gaodapengwopu (高大棚窝堡村);
- Dorf Huaguwopu (花古窝堡村);
- Dorf Qianyadanshan (前鸭蛋山村);
- Dorf Tangfang (糖坊村);
- Dorf Xibeitu (西北土村);
- Dorf Xinliyao (新立窑村);
- Dorf Zhaojiawopu (赵家窝堡村).